# Як-19
Як-19 (по классификации НАТО — Type 7) — первый экспериментальный истребитель ОКБ Яковлева фюзеляжной схемы. Также являлся первым цельнометаллическим истребителем ОКБ Яковлева. Совершил первый полёт в январе 1947 года. Был изготовлен в двух экземплярах.

## История создания

### Задание
Постановлением Совета народных комиссаров № 952—397 от 29 апреля 1946 года и приказом НКАП от 8 мая, нескольким ОКБ предписывалось создать истребитель с отечественным двигателем ТР-1 конструкции А. М. Люльки. Кроме Яковлева, за разработку истребителя с двигателем Люльки взялись ОКБ Микояна (И-305, на основе МиГ-9), ОКБ Лавочкина («154»), ОКБ Сухого (Су-11) и ОКБ Алексеева (И-211).
Правительственное задание включало следующие требования, выданные 1 августа 1946 года:
| Максимальная скорость у земли          | 850 км/ч |
| Максимальная скорость на высоте 5000 м | 900 км/ч |
| набор высоты 5000 м                    | 3,8 мин  |
| Практический потолок                   | 14000 м  |
| Дальность полёта                       | 700 км   |

### Разработка
Предъявить машину на лётные испытания от ОКБ-115 требовалось 29 ноября 1946 года. При этом на проектные работы отводилось всего 50 дней. За время разработки у проекта сменилось три главных инженера. Первым был Л. М. Шехтер, затем его должность занял Н. К. Скржинский, после которого место главного инженера проекта, уже на стадии лётных испытаний, получил Леонид Леонидович Селяков, перешедший в ОКБ-115 из закрытого в 1946 году ОКБ-482 В. М. Мясищева.
При разработке этого истребителя конструкторы отказались от «реданной схемы», использованной на Як-15/17, в пользу классической (фюзеляжной) с осесимметричным расположением ТРД в фюзеляже. Это был первый истребитель в СССР, построенный по подобной схеме, ставшей впоследствии стандартной для истребителей. Кроме того, это был первый цельнометаллический самолёт, созданный ОКБ имени Яковлева. 27 октября новый истребитель получил обозначение Як-19.
В связи с задержкой в разработке ТР-1 специалисты ОКБ-115 совместно с ЦИАМ разработали вариант ТРД РД-10 с удлиненной форсажной камерой. Модернизированный двигатель на форсированном режиме показал 28 % прирост тяги по сравнению с предшественником, развив на стенде усилие в 1100 кгс.
Пушечное вооружение Як-19 также было опытным. Оно состояло из двух пушек Ш-3-23 калибра 23 мм конструкции Б. Г. Шпитального, с боезапасом в 75 снарядов на каждую. На Як-19 пушки прошли государственные испытания.
Крыло среднерасположенное, двухлонжероное, прямое, трапециевидной формы. Профиль крыла тонкий, ламинарный с относительной толщиной 12 %. Крыло оснащалось закрылками ЦАГИ, являвшимися модифицированной версией закрылков Фаулера и элеронами типа Фрайз. Кабина лётчика была негерметичной, а её бронирование состояло из переднего бронестекла толщиной 57 мм, передней 6-мм бронеплиты и 8-мм бронеспинки на катапультном кресле. Шасси было трехстоечным, убирающимся. В фюзеляже находилось два топливных бака емкостью 815 литров топлива и 11 литров масла.
Оборудование самолёта включало радио РСИ-6, радиополукомпас РПКО-10М, ответчик «свой-чужой» СЧ-3, генератор ГСК-1200, аккумулятор 12-А-10, фотокинопулемёт ПАУ-22 и кислородный аппарат КП-14 с двухлитровым кислородным баллоном.

### Испытания
Несмотря на массу передовых решений в конструкции самолёта, Як-19 был создан в кратчайшие сроки. Первый экземпляр имел серийный номер № 01115001 и бортовой номер жёлтый 24. Постройка Як-19 была завершена 29 ноября, после чего истребитель отвезли на Ходынку, для наземных испытаний. 12 декабря, после первых рулёжек, во время отработки систем, случился пожар, в результате которого самолёт несколько пострадал. После ремонта, 8 января 1947 года, лётчик-испытатель полковник М. И. Иванов впервые поднял Як-19 в воздух. Тем временем на летающей лаборатории B-25J Митчелл доводили форсажную камеру для Як-19. 21 мая впервые на Як-19 двигатель был выведен в полёте на форсажный режим, при этом на высоте 3000 м скорость возросла на 90 км/ч.
В начале июня 1947 года, лётчик-испытатель С. Н. Анохин начал испытания самолёта дублёра Як-19Д (с/н 01115002, б/н жёлтый 25). Он отличался от первого Як-19 наличием 200-литровых топливных баков на законцовках крыла. Всего в рамках заводских испытаний было совершено 27 полётов на Як-19 и 37 полётов на Як-19Д, общей продолжительностью 23 часа 30 минут.
3 августа машину продемонстрировали на воздушном параде в Тушино, а через два месяца самолёт передали в НИИ ВВС на государственные испытания, начавшиеся 17 октября. Пилотом был назначен А. Г. Прошаков, ведущим инженером В. П. Белодеденко. Специалисты НИИ ВВС в «Акте по результатам испытаний…» отметили ненадёжность форсажной камеры, сложность управления дожиганием топлива, большие усилия на РУС от элеронов, отсутствие вентиляции и обогрева кабины и недостаточную бронезащиту пилота. Вследствие вышеуказанных причин самолёт не был рекомендован для принятия на вооружение.

### Примечание
«Реданная схема» была разработана ОКБ-301 под руководством Гудкова М. И. в 1943 г. для своего штурмовика с турбореактивным двигателем Гу-ВРД, и в дальнейшем широко использовалась другими конструкторами.

## Тактико-технические характеристики

Три проекции Як-19

Приведены данные госиспытаний Як-19.
Источник данных: Gordon, 2002, p. 93; Шавров, 1988.

Технические характеристики
- Экипаж: 1 пилот
- Длина: 8,357 м
- Размах крыла: 8,72 м
- Высота:
- Площадь крыла: 13,56 м²
- Профиль крыла: ЦАГИ С-1-12
- Коэффициент удлинения крыла: 5,6
- Коэффициент сужения крыла: 2,5
- Масса пустого: 2151 кг
- Масса снаряжённого: 2439 кг
- Нормальная взлётная масса: 3050 кг
- Максимальная взлётная масса: 3400 кг (с ПТБ)
- Масса топлива во внутренних баках: 658 кг
- Силовая установка: 1 × ТРДФ РД-10Ф
  - Бесфорсажная тяга: 1 × 8,8 кН (900 кгс)
  - Форсажная тяга: 1 × 10,8 кН (1100 кгс)

Лётные характеристики
- Максимальная скорость: 907 км/ч на 5250 м
- Посадочная скорость: 155 км/ч
- Практическая дальность: 580 км (на высоте 8000 м)
  - с ПТБ: 970 км
- Продолжительность полёта: 1 ч 10 мин (на высоте 8000 м)
  - с ПТБ: 1 ч 44 мин
- Практический потолок: 12 100 м
- Скороподъёмность: 16,4/25,8 м/с (без форсажа/с форсажем)
- Время набора высоты:
  - 5000 м за 7,7/4,0 мин (без форсажа/с форсажем)
  - 10000 м за 24,0 мин (без форсажа)
- Нагрузка на крыло: 222  кг/м²
- Тяговооружённость: 0,36
- Длина разбега: 685/550 м (без форсажа/с форсажем)
- Длина пробега: 550 м

Вооружение
- Стрелково-пушечное: 2 × 23 мм пушки Ш-3 с 75 патр. на ствол